# Puchar Słowacji w piłce siatkowej mężczyzn (2021/2022)
Puchar Słowacji w piłce siatkowej mężczyzn 2021/2022 (oficjalnie: Niké Slovenský pohár vo volejbale mužov 2021/2022) – 24. sezon rozgrywek o siatkarski Puchar Słowacji zorganizowany przez Słowacki Związek Piłki Siatkowej (Slovenská Volejbalová Federácia, SVF), jednocześnie trzecia edycja turnieju o Trofeum Štefana Pipy (Trofej Štefana Pipu). Zainaugurowany został 3 listopada 2021 roku.
W rozgrywkach o Puchar Słowacji uczestniczyło sześć drużyn z extraligi. Rozgrywki składały się z ćwierćfinałów oraz turnieju finałowego, w ramach którego rozegrane zostały półfinał i finał. We wszystkich rundach rywalizacja toczyła się systemem pucharowym, z tym że w ćwierćfinałach o awansie decydował dwumecz, a w pozostałych rundach jedno spotkanie.
Turniej finałowy rozegrany został w dniach 5-6 lutego 2022 roku w miejskiej hali sportowej (mestská športová hala) w Komárnie.  Po raz drugi Puchar Słowacji zdobył klub Rieker UJS Komárno, który w finale pokonał TJ Slávia Svidník. MVP finału wybrany został Matúš Jalovecký.
Tytularnym sponsorem rozgrywek było przedsiębiorstwo bukmacherskie Niké.

## System rozgrywek
W rozgrywkach o Puchar Słowacji w sezonie 2021/2022 uczestniczyło 6 drużyn. Składały się one z ćwierćfinałów oraz turnieju finałowego, w ramach którego rozegrano półfinał i finał.
W ćwierćfinałach drużyny rywalizowały w parach w formie dwumeczów. O awansie decydowała większa liczba zdobytych punktów. Za zwycięstwo 3:0 lub 3:1 drużyna otrzymywała 3 punkty, za zwycięstwo 3:2 – 2 punkty, za porażkę 2:3 – 1 punkt, natomiast za porażkę 1:3 lub 0:3 – 0 punktów. Jeżeli po rozegraniu dwumeczu obie drużyny zdobyły taką samą liczbę punktów, o awansie decydował tzw. złoty set grany do 15 punktów z dwoma punktami przewagi jednej z drużyn.
Przed turniejem finałowym odbyło się losowanie, które wyłoniło parę półfinałową oraz bezpośredniego finalistę (ze względu na nieparzystą liczbę drużyn). Półfinał i finał rozgrywany był w formule jednego meczu.

## Drużyny uczestniczące
| Niké extraliga (6 drużyn) | Niké extraliga (6 drużyn) |
| ------------------------- | ------------------------- |
| Rieker UJS Komárno        | zwycięstwo                |
| TJ Spartak Myjava         | półfinał                  |
| TJ Slávia Svidník         | finał                     |
| VK Mirad UNIPO Prešov     | ćwierćfinał               |
| VK OSMOS Prievidza        | ćwierćfinał               |
| VKP Bratislava            | ćwierćfinał               |

## Rozgrywki

### Ćwierćfinały
|  | VK Mirad UNIPO Prešov | 0 – 6 | TJ Spartak Myjava |  |

| 03.11.2021 17:00 (UTC+1) | VK Mirad UNIPO Prešov | 1:3 (23:25, 25:18, 19:25, 22:25) | TJ Spartak Myjava | Športová hala Prešovskej univerzity, Preszów Widzów: 66 Sędziowie: Miloslav Smolko i Ivan Hudák MVP: Martin Sopko st. / Dominik Valo |

| 15.12.2021 18:00 (UTC+1) | TJ Spartak Myjava | 3:1 (21:25, 25:19, 25:18, 25:23) | VK Mirad UNIPO Prešov | Mestská športová hala, Myjava Widzów: 0 Sędziowie: Filip Moravčík i Miroslav Juráček MVP: Tobias Viskup / Ján Jendrejčák |

|  | Rieker UJS Komárno | 5 – 1 | VKP Bratislava |  |

| 03.11.2021 18:00 (UTC+1) | Rieker UJS Komárno | 3:1 (27:25, 18:25, 25:19, 25:21) | VKP Bratislava | Mestská športová hala, Komárno Widzów: 80 Sędziowie: Boris Kováč i Filip Moravčík MVP: Emanuel Kohút / Ján Tarabus |

| 24.11.2021 18:00 (UTC+1) | VKP Bratislava | 2:3 (25:17, 17:25, 31:29, 24:26, 13:15) | Rieker UJS Komárno | Dom športu, Bratysława Widzów: 40 Sędziowie: Lukáš Královič i Danica Viktoríni Lisá MVP: Ľuboš Kostoláni / Ádám Százvai |

|  | VK OSMOS Prievidza | 0 – 6 | TJ Slávia Svidník |  |

| 16.11.2021 18:00 (UTC+1) | VK OSMOS Prievidza | 0:3 (12:25, 20:25, 22:25) | TJ Slávia Svidník | Športová hala, Prievidza Widzów: 60 Sędziowie: Peter Malík i Jana Niklová MVP: Milan Macko / Radovan Vitko |

| 20.11.2021 18:00 (UTC+1) | VK OSMOS Prievidza | 0:3 (20:25, 16:25, 20:25) | TJ Slávia Svidník | Športová hala, Prievidza Widzów: 0 Sędziowie: Fedor Tiršel i Peter Malík MVP: Milan Javorčík / Dmytro Fedorenko |

Uwagi: Na podstawie porozumienia między klubami mecz rewanżowy TJ Spartak Myjava – VK Mirad UNIPO Prešov odbył się w ramach 14. kolejki extraligi, natomiast rewanżowe spotkanie VK OSMOS Prievidza – TJ Slávia Svidník w ramach 9. kolejki extraligi.

### Turniej finałowy

#### Półfinał
| 05.02.2022 16:00 (UTC+1) | Rieker UJS Komárno | 3:0 (25:18, 25:19, 25:10) | TJ Spartak Myjava | Mestská športová hala, Komárno Widzów: 250 Sędziowie: Miroslav Juráček i Juraj Mokrý MVP: Peter Mlynarčík / Michal Zeman |

#### Finał
| 06.02.2022 14:00 (UTC+1) | Rieker UJS Komárno | 3:1 (21:25, 25:23, 25:19, 25:13) | TJ Slávia Svidník | Mestská športová hala, Komárno Widzów: 250 Sędziowie: Fedor Tiršel i Filip Moravčík MVP: Matúš Jalovecký |